# Uttar Baridhara Sporting Club
Uttar Baridhara Sporting Club é um clube de futebol de Bangladesh, fundado em 1995, com sede em Kalachandpur, Baridhara, Dhaka. Atualmente competem na Bangladesh Championship League, a segunda divisão do futebol de Bangladesh, após o rebaixamento da Premier League de Bangladesh de 2021–22.